# 路易斯·维尔特
路易斯·维尔特（德語：Louis Wirth，1897年8月28日-1952年5月3日）是一位美国城市社会学家，芝加哥社會學派學者，曾在芝加哥大学任教。 他是國際社會學協會第一任主席（1949-1952 年） 以及美国社会学协会第37任主席（1947年）。 